# Praefectus castrorum

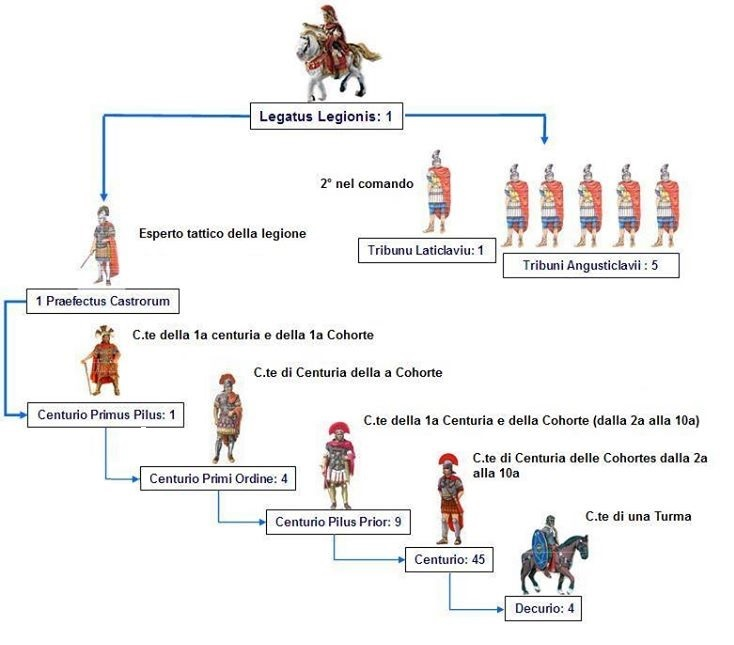
Chaine de commandement dans la légion romaine.

Le Praefectus castrorum ("Préfet de camp") était, dans l'armée romaine du jeune empire, le 3e officier le plus haut gradé après le légat (legatus legionis) et le tribun vétéran (tribunus laticlavus). Il était chargé de veiller sur l'équipement de l'armée et les travaux de construction mais il pouvait prendre le commandement de la légion quand ses supérieurs étaient absents. Ce poste était généralement occupé par un ancien centurion qui avait déjà servi en tant que primus pilus d'une légion, et était donc accessible aux citoyens ordinaires. Le travail d'un Préfet de camp était d'assurer l'entretien et l'amélioration de l'équipement, d'organiser la légion et de s'assurer que les soldats étaient correctement entraînés. Des préfets de camps, à l'instar de Sextus Vibius Gallus furent décorés et reçurent des médailles (dona) en remerciement de leurs succès.